# Aranycsoport
Az aranycsoport (névváltozata: Au-, Ag-, Cu-csoport) a I. Terméselemek ásványosztály fémek alosztályon belül önálló ásványcsoport.

## Az aranycsoport tagjai
- Anyujit Au(Pb,Sb)2
  - Sűrűsége: 13,5 g/cm³.
  - Keménysége: 3,5 (a Mohs-féle keménységi skála szerint).
  - Színe: ezüstszürke, ólomszürke
  - Fénye: fémfényű.
  - Pora: szürke
  - Átlátszósága: opak.
  - Kémiai összetétele:
  - Arany (Au) =34,7%
  - Antimon (Sb) =10,7%
  - Ólom (Pb) =54,6%
- Aurikuprid Cu3Au
  - Sűrűsége: 11,5 g/cm³.
  - Keménysége: 2,0–3,0 (a Mohs-féle keménységi skála szerint).
  - Színe: bronz vagy rézszínű
  - Fénye: fémfényű.
  - Pora: sárga.
  - Átlátszósága: opak.
  - Kémiai összetétele:
  - Arany (Au) =50,8%
  - Réz (Cu) =49,2%
- Bogdanovit (Au,Te,Pb)3(Cu,Fe2+)
  - Sűrűsége: 14,4 g/cm³.
  - Keménysége: 4,0–4,5 (a Mohs-féle keménységi skála szerint).
  - Színe: bronzszínű, barna.
  - Fénye: fémfényű.
  - Pora: barna.
  - Átlátszósága: opak.
  - Kémiai összetétele:
  - Arany (Au) =33,2%
  - Tellúr (Te) =21,5%
  - Ólom (Pb) =25,0%
  - Réz (Cu) =7,1%
  - Vas (Fe) =3,2%
- Elektrum (Au,Ag)
- Hunchunit (Au,Ag)2Pb
  - Sűrűsége: 16,0 g/cm³.
  - Keménysége: 3,5 (a Mohs-féle keménységi skála szerint).
  - Színe: ezüstszürke, ólomszürke..
  - Fénye: fémfényű.
  - Pora: szürke.
  - Átlátszósága: opak.
  - Kémiai összetétele:
  - Arany (Au) =53,1%
  - Ezüst (Ag) =9,7%
  - Ólom (Pb) =37,2%
- Termésarany (Au)
- Termésezüst (Ag)
- Termésréz (Cu)
- Tetraaurikuprid AuCu
  - Sűrűsége: 15,0 g/cm³.
  - Keménysége: 4,5 (a Mohs-féle keménységi skála szerint).
  - Színe: aranysárga.
  - Fénye: fémfényű.
  - Pora: sárga.
  - Átlátszósága: opak.
  - Kémiai összetétele:
  - Arany (Au) =75,6%
  - Réz (Cu) =24,4%